# باسکوس
باسکوس (به فرانسوی: Bascous) یک کمون (فرانسه) در فرانسه است که در canton of Eauze واقع شده‌است. باسکوس ۱۰٫۲۲ کیلومتر مربع مساحت دارد ۱۵۸ متر بالاتر از سطح دریا واقع شده‌است.